# Modelarea turbulenței

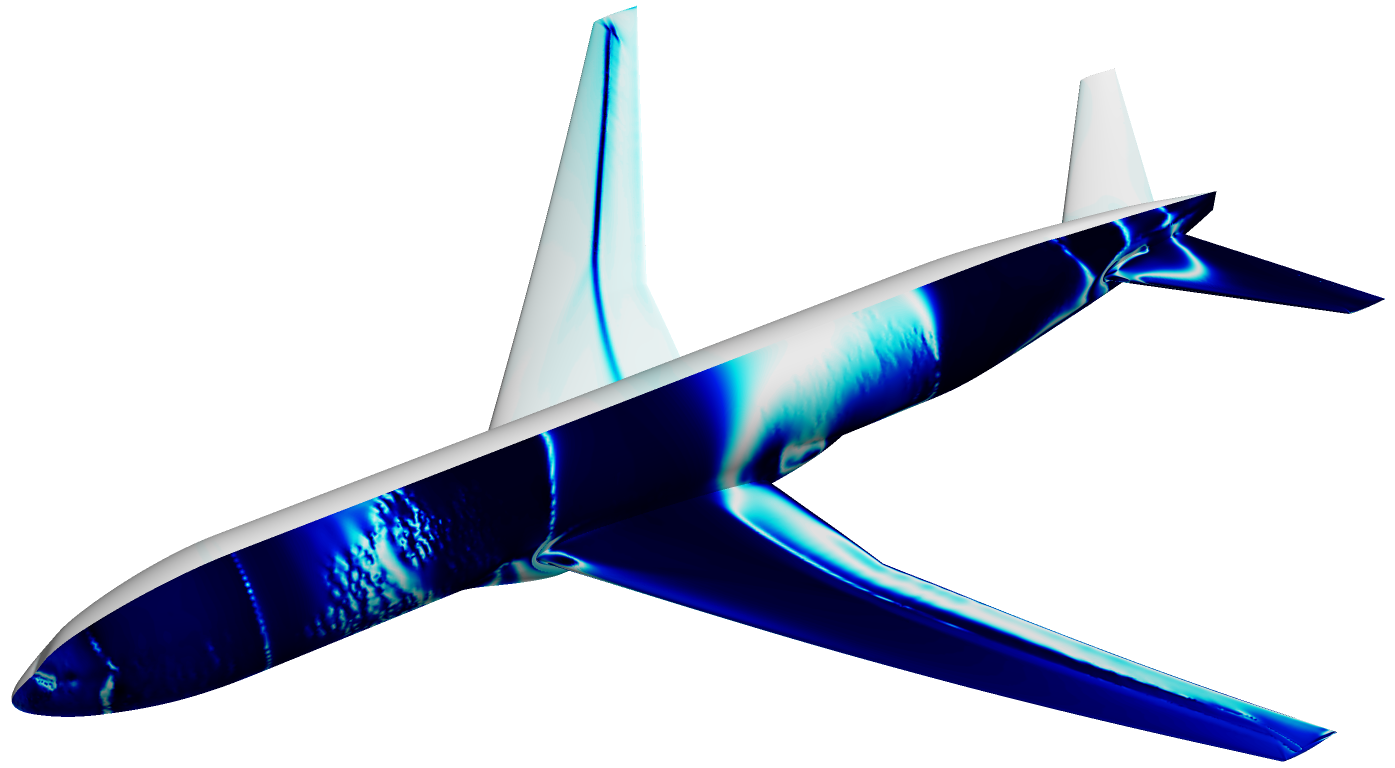
O simulare a testării unui model de avion într-un tunel aerodinamic

În dinamica fluidelor modelarea turbulenței este construirea și utilizarea unui model matematic pentru a prezice efectele turbulenței. Curgerile turbulente sunt frecvente în majoritatea cazurilor din viața reală. În ciuda deceniilor de cercetare, nu există o teorie analitică care să prezică evoluția acestor curgeri turbulente. Ecuațiile Navier–Stokes, care descriu curgerile turbulente pot fi rezolvate direct doar pentru cazuri simple de curgere. Pentru majoritatea curgerilor turbulente din viața reală, simulările MFN utilizează modele de turbulență pentru a prezice evoluția turbulenței. Aceste modele de turbulență sunt ecuații constitutive simplificate care prezic evoluția statistică a curgerilor turbulente.

## Problema închiderii
Ecuațiile Navier-Stokes descriu viteza și presiunea într-o curgere a unui fluid. Într-o curgere turbulentă, fiecare dintre aceste mărimi poate fi descompusă într-o parte medie și o parte fluctuantă. Medierea ecuațiilor dă ecuațiile Navier–Stokes mediate Reynolds (RANS), care descriu curgerea medie. Totuși, neliniaritatea ecuațiilor Navier–Stokes face ca fluctuațiile de viteză să apară în continuare în ecuațiile RANS, în termenul neliniar {\displaystyle -\rho {\overline {v_{i}^{\prime }v_{j}^{\prime }}}} din accelerația convectivă. Acest termen este cunoscut sub numele de tensiuni Reynolds, {\displaystyle R_{ij}}. Efectul său asupra debitului mediu este similar cu cel al unui termen de solicitare, cum ar fi cel provenit de la presiune sau viscozitate.
Pentru a obține ecuații care conțin doar viteza medie și presiunea, ecuațiile RANS trebuie închise (adică ecuațiile nu trebuie să conțină mai multe variabile decât numărul ecuațiilor) prin modelarea termenului de tensiuni Reynolds {\displaystyle R_{ij}} în funcție a debitului mediu, eliminând orice referință la partea fluctuantă a vitezei. Aceasta este în mecanica fluidelor problema închiderii.

## Viscozitatea turbulentă
Joseph Valentin Boussinesq a fost primul care a atacat problema închiderii, prin introducerea conceptului de viscozitate turbulentă. În 1877 Boussinesq a propus corelarea tensiunilor turbulente cu curgerea medie pentru a închide sistemul de ecuații. Aici se aplică ipoteza Boussinesq pentru a modela termenul de tensiune Reynolds. De reținut că a fost introdusă o nouă constantă de proporționalitate {\displaystyle \nu _{t}>0,} „viscozitatea turbulentă (cinematică) a turbulenței”. Modelele de acest tip sunt cunoscute sub numele de modele de viscozitate turbulentă (în engleză eddy viscosity models – EVM).
{\displaystyle -{\overline {v_{i}^{\prime }v_{j}^{\prime }}}=\nu _{t}\left({\frac {\partial {\overline {v_{i}}}}{\partial x_{j}}}+{\frac {\partial {\overline {v_{j}}}}{\partial x_{i}}}\right)-{\frac {2}{3}}k\delta _{ij}}
care poate fi scrisă pe scurt:
{\displaystyle -{\overline {v_{i}^{\prime }v_{j}^{\prime }}}=2\nu _{t}S_{ij}-{\tfrac {2}{3}}k\delta _{ij}}
unde:
{\displaystyle S_{ij}} sunt componentele medii ale tensorului tensiunilor,
{\displaystyle \nu _{t}} este viscozitatea (cinematică) turbulentă,
{\displaystyle k={\tfrac {1}{2}}{\overline {v_{i}'v_{i}'}}} este energia cinetică turbulentă,
{\displaystyle \delta _{ij}} este simbolul lui Kronecker⁠(d).
În acest model, tensiunile turbulente suplimentare sunt simulate prin creșterea viscozității moleculare cu o vâscozitate turbulentă. Aceasta poate fi o simplă constantă (care funcționează bine pentru unele curgeri tangențiale libere, cum ar fi jeturile cu simetrie axială, jeturile bidimensionale și straturile de amestec).
Ipoteza Boussinesq – deși nu a fost enunțată explicit de Boussinesq la vremea respectivă – constă, practic, în presupunerea că tensorul tensiunilor Reynolds este aliniat cu tensorul deformațiilor curgerii medii (adică: că tensiunile tangențiale datorate turbulenței acționează în aceeași direcție ca și tensiunile tangențiale produse de curgerea medie). De atunci s-a constatat că ipoteza este semnificativ mai puțin precisă decât au impresia utilizatorii. Totuși, modelele de turbulență care utilizează ipoteza Boussinesq au demonstrat o valoare practică considerabilă. În cazurile cu straturi de forfecare bine definite, acest lucru se datorează probabil dominării componentelor tangențiale din direcția curgerii, astfel încât erorile relative considerabile în componentele normale ale curgerii sunt încă neglijabile în valori absolute. Dincolo de aceasta, majoritatea modelelor de turbulență a viscozității turbulente conțin coeficienți care sunt calibrați în funcție de măsurători, prin urmare produc rezultate generale rezonabil de precise la curgeri similare cu cele utilizate la calibrare.

## Conceptul de lungime de amestec al lui Prandtl
Ulterior, Ludwig Prandtl a introdus conceptul suplimentar al lungimii de amestec, împreună cu ideea de strat limită. Pentru curgerile turbulente mărginite de un perete, viscozitatea turbulentă trebuie să varieze în funcție de distanța față de perete, de unde și adăugarea conceptului de „lungime de amestec”. În cel mai simplu model de curgere mărginită de un perete, viscozitatea turbulentă este dată de ecuația:
{\displaystyle \nu _{t}=\left|{\frac {\partial u}{\partial y}}\right|l_{m}^{2}}
unde
{\displaystyle {\frac {\partial u}{\partial y}}} este derivata parțială a vitezei curgerii, u, în funcție de distanța normală la perete, y,
{\displaystyle l_{m}} este lungimea de amestec.
Acest model simplu stă la baza legii peretelui, care este un model surprinzător de precis pentru câmpuri de curgere mărginite de un perete, atașate (nedesprinse), cu gradienți de presiune mici.

## Modelul Smagorinsky pentru viscozitatea turbulentă sub scara rețelei de discretizare
Joseph Smagorinsky a fost primul care a propus o formulă pentru viscozitatea turbulentă în modelele de simulare a vârtejurilor mari (în engleză large eddy simulation – LES), bazate pe derivatele locale ale câmpului de viteză și dimensiunea discretizării locale:
{\displaystyle \nu _{t}=\Delta x\Delta y{\sqrt {\left({\frac {\partial u}{\partial x}}\right)^{2}+\left({\frac {\partial v}{\partial y}}\right)^{2}+{\frac {1}{2}}\left({\frac {\partial u}{\partial y}}+{\frac {\partial v}{\partial x}}\right)^{2}}}}
În contextul simulării vârtejurilor mari, modelarea turbulenței se referă la necesitatea de a parametriza tensiunile sub scara discretizării în funcție de caracteristicile câmpului de viteze filtrat.

## Modelele Spalart–Allmaras,k–ε șik–ω
Ipoteza Boussinesq este utilizată în modelele de turbulență Spalart–Allmaras (S–A), k–ε (k–epsilon) și k–ω (k–omega) și oferă un cost de calcul relativ scăzut pentru viscozitatea turbulentă, {\displaystyle \nu _{t}}. Modelul S–A folosește o singură ecuație suplimentară pentru a modela transportul viscozității turbulente, în timp ce modelele k–ε și k–ω utilizează două.

## Modele uzuale
În continuare este o scurtă prezentare generală a modelelor utilizate în mod obișnuit în aplicațiile inginerești moderne.
- S–A

Modelul de turbulență Spalart–Allmaras (S–A) este un model cu o singură ecuație care rezolvă o ecuație de transport pentru viscozitatea cinematică turbulentă. Modelul Spalart–Allmaras a fost conceput special pentru aplicații aerospațiale care implică curgeri mărginite de pereți și s-a dovedit a oferi rezultate bune pentru straturile limită supuse unor gradienți de presiune adverși. De asemenea, câștigă popularitate în aplicațiile turbomașinilor.
- k–ε

Modelul de turbulență k-epsilon (k–ε) este cel mai comun model utilizat în MFN pentru a simula caracteristicile medii ale curgerii în condiții de curgere turbulentă. Este un model care oferă o descriere generală a turbulenței prin intermediul a două ecuații de transport. Impulsul inițial pentru modelul k-epsilon a fost îmbunătățirea modelului lungimii de amestec, precum și găsirea unei alternative la prescrierea algebrică a scalelor de lungime turbulentă în curgeri de complexitate moderată spre ridicată.
- k-ω

Modelul de turbulență k–omega (k-ω) este un model comun de turbulență cu două ecuații, utilizat ca o închidere pentru ecuațiile RANS. Modelul încearcă să prezică turbulența prin două ecuații cu derivate parțiale pentru două variabile, k și ω, prima variabilă fiind energia cinetică turbulentă (k), iar a doua (ω) este rata specifică de disipare a energiei cinetice turbulente k în energie termică internă.
- SST

Modelul de turbulență al lui Menter de transport al tensiunilor tangențiale (SST)  este un model de viscozitate turbulentă cu două ecuații robust, utilizat pe scară largă în MFN. Modelul combină modelele de turbulență k-omega și K-epsilon astfel încât k-omega este utilizat în zona stratului limită și comută la K-epsilon la curgerea liberă tangențială.
- RSM

Modelul tensiunilor Reynolds, denumit și modelul de închidere cu momentul de ordinul al doilea (RSM), este cea mai completă abordare clasică a modelării turbulenței. Modelele populare bazate pe viscozitatea turbulentă, cum ar fi modelul k–ε și k–ω dau abateri semnificative în curgerile inginerești complexe. Acest lucru apare din cauza utilizării ipotezei viscozității turbulente în formularea lor. De exemplu, în curgeri anizotrope, cu curbură semnificativă a liniei de curent, separarea stratului limită, zonele de recirculare sau influența rotației, performanța acestor modele este nesatisfăcătoare. În astfel de curgeri, modelul RSM oferă o precizie mult mai bună.
Închiderile bazate pe viscozitatea turbulentă nu pot explica revenirea la izotropia turbulenței, observată la curgerile turbulente în curs de liniștire. Modelele bazate pe viscozitate turbulentă nu pot reproduce comportamentul curgerilor turbulente în cazuri de distorsiune rapidă, unde curgerea turbulentă se comportă ca un mediu elastic.